# Droga wojewódzka nr 846
Droga wojewódzka nr 846 (DW846) – droga wojewódzka w województwie lubelskim łącząca DW844 w Teratynie z DK17 w Krasnymstawie. W Starej Wsi przecina DW843.
Droga łączy Krasnystaw z Hrubieszowem. Przebiega z zachodu na wschód przez powiaty ziemskie hrubieszowski, i krasnostawski.
Jej długość wynosi ok. 41 km.

## Miejscowości leżące przy trasie DW846
- Teratyn (DW844)
- Odletajka
- Jarosławiec
- Uchanie
- Wola Uchańska
- Feliksów
- Partyzancka Kolonia
- Wojsławice
- Witoldów
- Kukawka
- Bończa
- Stara Wieś (DW843)
- Zastawie
- Brzeziny
- Małochwiej Duży
- Tuligłowy
- Krasnystaw (DK17)